# Puffball
Puffball var ett svenskt punkrockband, bildat i Västerås 1995 av Mikael Tossavainen (gitarr, sång), Magnus Forsberg (trummor), P-O Söderback (gitarr), Fredrik Lindgren (bas, bakgrundssång), Daniel Hojas (bas 1995-1998).
Gruppen skivdebuterade med 1996 års självbetitlade album Puffball, följt av Sixpack to Go! (1997), It's Gotta Be Voodoo Baby (1999), The Super Commando (2001) och Leave Them All Behind (2003).
Puffball splittrades 2005 när Tossavainen beslutade sig för att lämna bandet. I ett pressmeddelande skrev man: "Tossa has decided to leave the band due to lack of motivation. This means Puffball throws in the towel since the remaining members feel that without founding member Tossas mad dog vocals, furious Telecaster strumming and big time song-writing there's no way to continue under the name Puffball. We would like to thank everyone ever involved with the band for all the good times and all the support over the nearly 10 years we've existed and we hope to see you again sometime in some way cuz neither of us are done with the rock'n roll quite yet. So keep your eyes and ears open... so long!"

## Diskografi

### Studioalbum
- 1996 - Puffball (CD, Burning Heart Records)
- 1997 - Sixpack to Go! (CD, Burning Heart Records)
- 1999 - It's Gotta Be Voodoo Baby (CD/LP, Burning Heart Records)
- 2000 - Puffball starring in Leadfoot Ninja (EP, Glazed Records)
- 2001 - The Super Commando (CD/LP, Burning Heart Records)
- 2003 - Leave Them All Behind (CD/LP, Burning Heart Records)

### EP
- 1999 - Swedish Nitro (10"/CD, Radio Blast Records)
- 2002 - Solid State (10", Dead Beat Records)

### Singlar
- 1998 - Puffball vs. The Peepshows (split-7" med The Peepshows, Speed Demon 1000)
- 1998 - Full Throttle Rock 'n' Roll (7", 007 Records)
- 2000 - Leadfoot Ninja (7", Glazed Records)
- 2003 - Outlaw (7", Stereodrive! Records)

### Fotnoter
1. ↑  ”Puffball”. Burning Heart Records. http://www.burningheart.com/bands/index.php?id=93&bio=1. Läst 28 januari 2012.
2. ↑  ”Puffball Discography”. Discogs.com. http://www.discogs.com/artist/Puffball. Läst 28 januari 2012.
3. ↑  ”Puffball Is No More”. Burning Heart Records. http://www.burningheart.com/news/article.php?id=224. Läst 28 januari 2012.